# Колоскова Ірина Вікторівна
Іри́на Ві́кторівна Колоско́ва (нар. 8 квітня 1975) — українська бадмінтоністка, педагог, суддя з бадмінтону, майстер спорту України міжнародного класу, чемпіонка України 2001 року, переможниця і призерка міжнародних змагань, бронзова призерка університетського чемпіонату світу 2000 року, колишня гравчиня Національної збірної України.

## Загальні відомості
Ірина Колоскова — найтитулованіша вихованка львівської школи бадмінтону років незалежності. Тренувалась під керівництвом Миколи Павловича Камінського.
Виступала за Львів, згодом була запрошена до Миколаєва, де грала під керівництвом Сергія Косенчука. Після завершення виступів стала викладачкою на кафедрі фізичного виховання Миколаївського національного університету кораблебудування, має наукові праці.

## Досягнення
1985 року на Перших юнацьких іграх в Ленінграді у складі збіоної УРСР зайняла 2-е місце (тренер — Микола Пешехонов).
1992 року стала чемпіонкою України серед юніорів в одиночному жіночому розряді.
1993 року вона виграла золоту медаль на міжнародному турнірі Romanian International, золоту медаль на турнірі Slovenia International та бронзову медаль на турнірі Hungarian International — усі рази в парі з Оленою Ноздрань.
1994 року здобула срібну медаль на турнірі Bulgarian International у парі з Костянтином Татрановим.
1995 року у складі збірної України стала переможницею європейського кубку Гельвеції (Нікосія, Кіпр).
1999 року спільно з росіянкою Анастасією Русскіх здобула бронзу на турнірі Romanian International.
Представляючи Львівщину 2001 року стала чемпіонкою України в жіночій парній категорії разом з Оленою Ноздрань (Дніпро).
Брала участь у кількох чемпіонатах світу. Виграла бронзу на чемпіонаті світу 2000 року серед студентів в одиночному розряді (2000 World University Badminton Championships, Софія, Болгарія).